# 丹拿CVG6巴士
丹拿CVG6（英語：Daimler CVG6）是英國丹拿出產的雙層巴士。CVG6 全稱為“Commercial Victory Gardner 6-cylinder”，因選配吉拿（Gardner）6氣缸引擎而名。CVG6為前置引擎，半駕駛艙設計。

## 簡述
丹拿CVG6型除了維持半駕駛艙設計及使用Wilson型先選式手動變速箱外，其他配置都較丹拿CVG5型來得先進。這包括使用六汽缸的Gardner 6LW型引擎，巴士長度亦由27呎（約8米）增至30呎（約9.1米），是當年英國本土的新標準。至於後期版的CVG6型巴士，除了採用馬力更大的Gardner 6LX型引擎外，更採用同廠的半自動變速箱，以減低車長的工作量。而為了回應海外買家的要求，更發展出34呎長的CVG6LX-34型底盤（約10.5米）。
丹拿CVG6型巴士於1940年代後期投產，到了1950年年代末，利蘭推出了後置引擎設計的利蘭亞特蘭大巴士，不但設計令乘客擁有更為舒適的乘車環境，車長的駕駛環境也變得更為闊落、駕駛視野更為寬闊而得到極大改善，加上更為寬闊及置於駕駛室旁的登車門設計，為日後英國推出一人控制巴士埋下伏線。種種因素導致丹拿的前置引擎巴士銷路大減，並駒使丹拿研發新型後置引擎巴士，即後來的丹拿珍寶。這時，丹拿已準備放棄生產CVG6型巴士。只是後來其海外市場亦因為出現競爭對手而導致市佔率大幅下滑，丹拿才對CVG6 型巴士作出改良並繼續生產予海外買家。
直至1960年代末期，英國政府為了減省成本，推行了取消傳統售票員的「一人控制巴士模式」，即是一輛巴士全櫂由駕駛巴士的車長負責，並大力鼓勵及津貼英國的巴士公司購買適合作一人控制的巴士。如此一來，「半駕駛艙」式的前置引擎巴士並不適合作一人控制，於是在英國本土進一步失去市場，於是丹拿索性關閉CVG6型前置引擎巴士的生產線。CVG6型巴士於1970年代初宣佈停產。最後一輛CVG6型巴士於1971年12月23日出廠，並交付給香港的九巴。

## 香港的丹拿CVG6
香港的九龍巴士在1962年至1972年購入共405輛丹拿CVG6，在九巴內部分別稱為「丹拿C」至「丹拿F」型。所有的丹拿CVG6型巴士，都是使用所謂的「曼徹斯特式」車咀，即是說這一款式的車咀，最早於曼徹斯特市採用。

### 丹拿C型
丹拿C型（編號D261-D330）全長30呎，配Gardner 6LW引擎，有108匹馬力，變速箱沿用CVG5型巴士（丹拿A、B型）的Wilson先選式傳動，再配上後置式樓梯、前門及尾門設計的Metal Sections車身，兩個車門均附上人手控制的拉閘。九巴於1962年購入了70輛「丹拿C型」，成為當年九巴車隊中載客量最高的巴士，達99人。這70輛巴士中，其中一輛裝配了BACO車身，其餘都是裝配Metal Sections提供的車身。這些巴士早年都是服務九龍市區高客量的路線，晚年多被調往新界區服務。
在投入服務初期，丹拿C型都有三位售票員負責收取車資及控制車門開關。到了1964年，這些巴士陸續更換上電動閘門，但下層車廂仍舊有兩位售票員工作。踏入七十年代，這些丹拿C型都被改作一人控制，部分巴士都被改裝，包括將樓梯移前、尾門改為中門及加裝錢箱等。

### 丹拿D型
雖然丹拿C型在1960年代初已是九巴車隊中最大型的巴士，但九巴旋即發現這批巴士還是無法滿足需求。於是九巴向丹拿提出一種載客量更高的巴士的構思。可是，丹拿已忙於應付全新的後置引擎巴士「珍寶」（Fleetline）的訂單，沒有應九巴的要求去另外開發這種高客量的巴士。九巴於是在1962年至1966年間，向AEC購入210輛大水牛。
丹拿為了搶回香港市場的佔有率，於是在1967年向九巴提供了20輛CVG6LX-34型新巴士，九巴內部稱為「丹拿D」（編號D331-D350），這批巴士為34呎長，配更大馬力的Gardner 6LX引擎，最高輸出達150匹馬力。另外，這批巴士安裝有Daimatic半自動變速箱，令車長駕車時更加輕鬆。車身方面，同樣裝上34呎長的Metal Sections車身，載客量有118人，擁有兩個位於車前及車尾的電動閘門及後置式樓梯。新巴士投入服務後不久，便被安排作一人售票模式，售票員除了有自己的固定座位外，所有乘客都需於前門登車，後門下車。
但九巴其後向丹拿購買更多CVG6LX-34型新巴士的時候，對新巴士作出若干的變動，成為後來的「丹拿E型」，令「丹拿D型」在九巴車隊內只有20輛。

### 丹拿E型／F型
到了1969年，九巴再引入50輛CVG6型巴士，當中30輛是CVG6LX-34型。從這批CVG6LX-34型巴士開始，九巴稱為「丹拿E」，車長都稱呼其為「長牛」。而另外20輛巴士，是長度只有30呎的CVG6LX-30型，被稱為「丹拿F」。它們的改動包括把樓梯移往車廂前方，車門亦改為前門及中門，這批巴士亦是九巴首批有此車身安排的新巴士。有了這些改變後，新巴士都被安排作一人售票模式。比較特別的，是從這批新巴士開始，前門的設計比較闊，但中門則比較窄，因此，所有乘客需於中門登車、前門下車。到了七十年代，又被改為一人控制，完全淘汰售票服務。
九巴於1969至1972年間分四批向丹拿訂購共315輛CVG6LX型底盤，當中「丹拿E型」佔200輛（編號D351-D550），「丹拿F型」佔115輛（編號D551-D665）。其中在1972年更一口氣訂購130輛「丹拿E型」，用於海底隧道通車時的主力車隊。這130輛「丹拿E型」亦是最後一批出廠的丹拿CVG6型巴士。而這批巴士從服役當日開始，已被九巴安排作一人控制，因此這亦是九巴首批全新的一人控制巴士。

### 二手丹拿CVG6型
由於丹拿CVG6型巴士的生產線於1971年年尾關閉，九巴無法向丹拿及時購買更多新的前置引擎巴士。當年市場上只有後置引擎的巴士底盤可供選擇，可是九巴又不希望貿然購買一批從未在香港使用過的新巴士，何況新型的後置引擎巴士的價格在英國紛紛被提高。面對乘客量不斷增長及海底隧道通車帶來的壓力，加上配合新界路線發展，九巴在1973年從英國購入一批二手巴士，當中包括4輛30呎長的丹拿CVG6二手巴士（編號2D4-2D7）。這些二手巴士來港時是配上「東蘭開夏」的車身，它們都經過九巴初步的翻新，包括把全車的密封車窗更換為推拉式的車窗，及更換引擎等零件後，就被安排行走新界區的路線。當中主力行走70號線，來往上水至佐敦道碼頭，途經大埔公路。到了1977年，九巴為了方便零件儲存，為這四部巴士作出更徹底的改裝，包括拆掉整個車身，換上Metal Sections的新車身；車上的引擎更換為Gardner 6LX型，及換上Daimatic半自動變速箱。這批經過大手術後的巴士，晚年被安排行走新界的區內線。

### 引退
在香港，丹拿CVG6在1970年代至1980年代初曾是九巴的主力，初服役時期除了走遍市區，更是行走過海隧道線的主力。但由於巴士本身設計不適合作「一人控制」，當年推行一人控制模式後，駕駛CVG6型巴士令車長的工作量大增，因此後期只被派往客量少的路線，直至1988年退役，停放於觀塘車廠天台上，D402（AD7308）曾髹上「G2000」全車身廣告，原因是車子借予電影公司拍攝《義膽紅唇》電影中的片段，在《義膽紅唇》電影中最後一幕於九巴屯門總修中心拍攝，講述在廠內有一單軍火交易，由周潤發飾演警察，入內破案，當中有不少打鬥場面。匪徒後來在維修車坑駛出一輛丹拿E巴士和周潤發決鬥，當中可以看到當時丹拿E的內籠，電影中最後D402被霰彈槍炸毀車頭，並嚴重毀爛，拍畢電影後被拆毀。
雖然丹拿CVG6型巴士於1988年退役，但部份「長牛」又於1990年復出，行走11D線，一直服役至1991年才完全退役。部分九巴的丹拿CVG6在退役後售予中國大陸及馬拉維繼續行走，也有幾輛被九巴保留作開篷巴士，直到政府實施強制淘汰歐盟四期前柴油商用車輛的計劃後，該批開篷巴士已全數除牌，並作為D430的零件車。
九巴保留丹拿CVG6巴士現況：
- D409（AD7315）已開頂，樓梯已改設設於車尾，披上「彌敦道熱點任穿梭」廣告，以往曾披上黃色「櫻桃小丸子」及淺藍色「加菲貓」廣告。
- D417（AD7323）：披上彌敦購物線廣告，此車在2012年3月被九巴招標出售，其後於同年4月被拖往九龍灣車廠，是九巴第一部退役的開篷巴士，現時下落不明，零件估計是要用來修復前身為巴士博士的AD7336。
- D418（AD7324）曾被保留數年，但已被九巴成為零件車，現已拆卸。
- D430（AD7336）前身為「巴士博士」，為運載聰明巴士，上層大部份地台被拆卸。該車已於2012年4月被九巴作全面修復，裝回上層地台，回復成退役前的模樣。
- D536（AD7442）改裝為斜上層車頭，披上聖誕快樂廣告。
- D546（AD7452）純粹移去車頂，披上紅色「邊度拜年都咁順」廣告。
- D549（AD7455）純粹移去車頂。
- D550（AD7456）保留上層擋風玻璃及部份車頂，2013年8月九巴將車頭部份與車身分割開, 只保留車部外觀部份並運往香港歷史博物館作有關巴士展覽。

至於二手的丹拿CVG6型巴士，由於引入原因只為解決車荒的一時之需，因此在九巴大量引進新巴士時，它們在新界區吃重的角色很快便退下來。巴士投入九巴服務時已有十多年車齡，運作成本越來越高。雖然在1970年代末期曾作出大修，但當更可靠、更先進的利蘭勝利二型於1979年加入九巴後，這些經過徹底翻新的二手巴士亦難逃被淘汰的厄運。最後一輛丹拿CVG6二手巴士於1983年退役。